# (3197) Weissman
Pour les articles homonymes, voir Weissman.
(3197) Weissman est un astéroïde de la ceinture principale.

## Description
(3197) Weissman est un astéroïde de la ceinture principale. Il fut découvert le 1er janvier 1981 à la station Anderson Mesa par Edward L. G. Bowell. Il présente une orbite caractérisée par un demi-grand axe de 2,67 UA, une excentricité de 0,18 et une inclinaison de 16,4° par rapport à l'écliptique.

## Compléments